# Taizaburō Nakamura
Taizaburō Nakamura (jap. 中村泰三郎 Nakamura Taizaburō; ur. 1911, zm. 2003) - mistrz kenjutsu, sztuki szermierki mieczem japońskim.
Założyciel stylu Battōdō Nakamura Ryū. Propagator sztuki dobywania miecza battōdō, ekspert walki na bagnety.
W latach trzydziestych i czterdziestych XX wieku jeden z głównych instruktorów Akademii Wojskowej Toyama, powołanej w celu reaktywacji szermierki bojowej. Posiadacz tytułów i stopni:
shodai sōke w  Nakamura-ryū, 10 dan w battōdō, hanshi w shodō (kaligrafia japońska), hanshi 8 dan w jūkendō, hanshi 8 dan w tankendō (walka krótkim mieczem), hanshi 7 dan w kendo, 4 dan w kyūdō (łucznictwo) i 3 dan w judo (dwa ostatnie stopnie uzyskane w młodości). 
Członek założyciel i działacz władz Japońskiej i Międzynarodowej Federacji Battodo. Autor wielu opracowań i podręczników szermierki. Duchowy patron polskiej Szkoły Samurajów.